# Callianassa
Callianassa is een geslacht van tienpotigen uit de familie van de Callianassidae.

## Soorten
- Callianassa affinis A. Milne-Edwards, 1861
- Callianassa anoploura Sakai, 2002
- Callianassa australis Kensley, 1974
- Callianassa chakratongae Sakai, 2002
- Callianassa diaphora Le Loeuff & Intes, 1974
- Callianassa exilimaxilla Sakai, 2005
- Callianassa gruneri Sakai, 1999
- Callianassa longicauda Sakai, 1967
- Callianassa marchali Le Loeuff & Intes, 1974
- Callianassa nigroculata Sakai, 2002
- Callianassa persica Sakai, 2005
- Callianassa plantei Sakai, 2004
- Callianassa propriopedis Sakai, 2002
- Callianassa rathbunae Glaessner, 1929
- Callianassa stenomastaxa Sakai, 2002
- Callianassa subterranea (Montagu, 1808)
- Callianassa tenuipes Sakai, 2002